# Bodfari
Bodfari est un village et une communauté du Denbighshire, au pays de Galles.
Il est situé dans le nord du comté, à 7 km au nord-est de la ville de Denbigh.

## Histoire
La colline fortifiée de Moel y Gaer, qui remonte à l'âge du fer britannique, se trouve au nord du village.

## Démographie
Au recensement de 2011, la communauté de Bodfari comptait 327 habitants.